# 副旋齿鲨属
副旋齿鲨属（学名：Parahelicoprion）是旋齿鲨科的一属。

## 下属物种
本属包括以下物种：
- 克氏副旋齿鲨 Parahelicoprion clerci
- 马氏副旋齿鲨 Parahelicoprion mariosuarezi Merino-Rodo & Janvier, 1986